# Uschi Born
Uschi Born, im Stab meist Usch Born genannt, (* 20. Jahrhundert) ist eine deutsche Filmeditorin, die vor allem bei zahlreichen Filmen der Rosamunde-Pilcher-Reihe, des Traumschiffs und der Ablegerserie Kreuzfahrt ins Glück für den Schnitt verantwortlich war.
Die Seite Crew United listet 81 Arbeiten als Editorin für Usch(i) Born. Erstmals trat sie 1981 in Erscheinung, als sie bei einer Folge der Fernsehserie Löwenzahn, die unterhaltsame Wissensvermittlung für Kinder und Erwachsene zum Ziel hat, als Editorin Mitglied des Filmstabs war. Auch bei der Kinder- und Jugendserie Mission Terra war sie 1988 in einer der Folgen für den Schnitt zuständig. Im Jahr 2000 schnitt Born 13 Episoden der Comedyserie Die Camper und im Anschluss daran sieben Folgen der satirischen Krimiserie Adelheid und ihre Mörder mit Evelyn Hamann in der Titelrolle. Regie führte Stefan Bartmann, mit dem Born häufig zusammenarbeitete, so auch in zahlreichen Filmen der Pilcher-Reihe, letztmals in der 139. Folge Geerbtes Glück, veröffentlicht im Januar 2018.
Usch Born war neben weiteren Arbeiten fürs Fernsehen auch für jeweils zwei Folgen der Filmreihe Im Tal der wilden Rosen und der Fernsehserie  Die Bergretter tätig.

## Filmografie (Auswahl)
– Fernsehfilme, wenn nicht anders angegeben –
- 1981: Löwenzahn (Fernsehserie)
- 1987: Kloster Andechs, der heilige Berg – mit Bier und Barock (Kurz-Dokumentarfilm)
- 1988: Mission Terra (Kinder- und Jugendserie)
- 1992: Glückliche Reise (Fernsehserie, Rio, Pilotfilm)
- 1996: Zwei vom gleichen Schlag
- 1997: Lea Katz – Die Kriminalpsychologin: Das wilde Kind
- 1997: Lea Katz – Die Kriminalpsychologin: Einer von uns
- 1998: Koerbers Akte: Rollenspiel
- 1998: Letzter Atem
- 1999: E-M@il an Gott
- 2000: Die Camper (Fernsehserie, 13 Folgen)
- 2000, 2001: Adelheid und ihre Mörder (Fernsehserie, 7 Folgen)
- 2001: Die zwei Leben meines Vaters
- 2001: Solange wir lieben
- 2001: Ein Teenager flippt aus
- 2003: Mein Weg zu Dir
- 2005: Der Ferienarzt … auf Capri (Fernsehserie)
- 2005: Ums Paradies betrogen (Fernseh-Miniserie)
- 2006: Robin Pilcher: Jenseits des Ozeans
- 2006: Im Himmel schreibt man Liebe anders
- 2007: Rosamunde Pilcher: Wiedersehen am Fluss
- 2008: Die Versöhnung
- 2008: Im Tal der wilden Rosen: Gipfel der Liebe (Fernsehreihe)
- 2008: Im Tal der wilden Rosen: Prüfung des Herzens
- 2008: Das Traumschiff: Rio de Janeiro (Fernsehreihe)
- 2008: Rosamunde Pilcher: Herzen im Wind
- 2009: Rosamunde Pilcher: Herzenssehnsucht
- 2009: Rosamunde Pilcher: Liebe gegen den Rest der Welt
- 2009: Rosamunde Pilcher: Lass es Liebe sein
- 2010, 2012: Die Bergretter (Fernsehserie, Folgen Bruchlandung und Mit dem Rücken zur Wand)
- 2010: Das Traumschiff: Indian Summer
- 2010: Rosamunde Pilcher: Wenn das Herz zerbricht
- 2011: Klarer Fall für Bär – Gefährlicher Freundschaftsdienst
- 2011: Kreuzfahrt ins Glück: Hochzeitsreise nach Kroatien (Fernsehreihe)
- 2011: Rosamunde Pilcher: Herzensfragen
- 2011: Rosamunde Pilcher: Verlobt, verliebt, verwirrt
- 2011: Rosamunde Pilcher: Der gestohlene Sommer
- 2013: Das Traumschiff: Puerto Rico
- 2013: Rosamunde Pilcher: Eine Frage der Ehre
- 2013: Rosamunde Pilcher: Zu hoch geflogen
- 2014: Kreuzfahrt ins Glück: Hochzeitsreise nach Dubai
- 2014: Das Traumschiff: Perth
- 2014: Rosamunde Pilcher: Evitas Rache
- 2014: Rosamunde Pilcher: Vertrauen ist gut, verlieben ist besser
- 2015: Rosamunde Pilcher: Ghostwriter
- 2016: Kreuzfahrt ins Glück: Hochzeitsreise an die Loire
- 2016: Das Traumschiff: Cook Islands
- 2016: Rosamunde Pilcher: Schutzengel
- 2016: Rosamunde Pilcher: Haustausch mit Hindernissen
- 2017: Das Traumschiff: Kuba
- 2017: Das Traumschiff: Tansania
- 2017: Das Traumschiff: Uruguay
- 2017: Rosamunde Pilcher: Wenn Fische lächeln
- 2018: Rosamunde Pilcher: Geerbtes Glück